# Cryptanalyste
Un cryptanalyste est un spécialiste de la cryptanalyse, une branche de la cryptologie. 
Le cryptanalyste étudie les algorithmes et les implémentations afin de valider leur sécurité et assurer toute la confidentialité, l'authenticité et l'intégrité des informations protégées. Il tente aussi de mettre en place des attaques cryptographiques qui permettent de diminuer la sécurité des systèmes utilisant la cryptographie, voire de récupérer des clés de chiffrement ou les versions en clair des messages chiffrés.